# 古川英光
古川 英光（ふるかわ ひでみつ、1968年 - ）は、日本の高分子化学者である。山形大学教授。主に高分子ゲルを取り扱う。

## 来歴・人物
1991年、埼玉大学理学部物理学科卒業。1996年、東京工業大学大学院理工学研究科博士後期課程修了。理学博士（東京工業大学）。
同年に東京工業大学工学部助手、2002年に東京農工大学工学部助手、2004年北海道大学大学院理学研究科助教授、2009年に山形大学大学院理工学研究科准教授を経て、2012年より山形大学大学院理工学研究科教授となる。2020年度よりムーンショット型研究開発制度・目標5-2-3「低温凍結粉砕含水ゲル粉末による食品の革新的長期保存技術の開発」・プロジェクトマネージャー（PM）を務める。

## 論文
- Furukawa, H.; Kobayashi, M.; Miyashita, Y.; Horie, K. High Performance Polymers, 2006, 18, 837-847. DOI: 10.1177/0954008306068270
- Furukawa, H., Horie, K., Nozaki, R., Okada, M. Physical Review E 2003, 68, 314061-3140614.